# Лета
Ле́та (грец. Λήθη) — ріка забуття в підземному царстві Аїда. Коли померлий що прямує по підземному царству пив з Лети воду, його душа забувала все, що пережила й бачила на землі. Звідси постав вислів «канути в Лету», тобто «піти в небуття, зникнути назавжди». 
Лета — однойменний річковий бог у давньогрецькій міфології.
Лета — дочка Ериди, мати харит;
Давні римляни асоціювали із Летою португальську річку Ліма.

## В образотворчому мистецтві

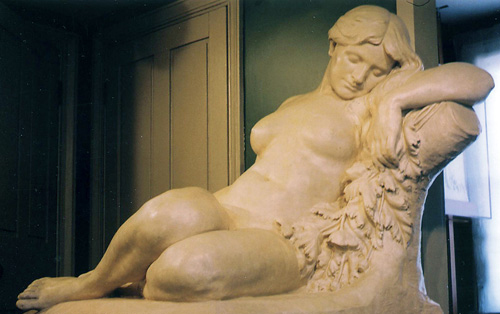
«Лета» Сайруса Далліна

У 1880 році Джон Роддам Спенсер Стенхоуп намалював «Води Лети на рівнинах Елізіума» [Архівовано 29 листопада 2021 у Wayback Machine.] , на якому зображені паломники, що подорожують до Лети.
Ескіз Ромейн Брукс 1930 року під назвою «Лета» [Архівовано 29 листопада 2021 у Wayback Machine.] зображує безстатеві фігури, які оточують жінку, що занурює ногу в річку забуття.
Гіпсова скульптура Сайруса Далліна «Ле Лета» 1903 року зображує богиню Лету, яка спить на ложі з маком і зрізаним деревом.